# 뮤직라운지 (경인방송)
이아립의 뮤직라운지는 경인방송 iFM에서 매일 밤 10시부터 밤 12시까지 방송했던 라디오 프로그램이다. 2015년 8월 2일 자로 3년만에 폐지되었다.

## 코너

### 매일 코너
- 이아립의 구애뮤직 (1부)

### 요일별 코너
- 월요일 : 노래의 끝을 잡고
- 화요일 : A와 O사이
- 수요일 : 세 여자의 음악도시, 락
- 목요일 : 시시콜콜 상담소
- 금요일 : 긴 밤, 짦은 여행
- 토요일 : 하트랩의 음악상자
- 일요일 : 뮤직라운지 감성뮤직, 모퉁이 책방

### 특별 코너
- 립's 서비스